# Sapromyza mauli
Sapromyza mauli is een vliegensoort uit de familie van de Lauxaniidae. De wetenschappelijke naam van de soort is voor het eerst geldig gepubliceerd in 2001 door Baez.